# Tomáš Býček
Tomáš Býček (10. května 1910, Holkovice – 29. listopadu 1986, Londýn) byl československý voják a příslušník výsadku Barium.

## Mládí
Narodil se 10. května 1910 v Holkovicích. Otec Tomáš byl mlynářem a matka Emílie, za svobodna Stulíková byla v domácnosti. Zároveň měl dvě sestry a bratra. Obecnou školu absolvoval ve Velkém Boru, v Týně nad Vltavou zbytek obecné a školu měšťanskou. Zde také v letech 1924 až 1925 vystudoval hospodářkou školu. V Litoměřicích se v letech 1925 až 1927 vyučil mlynářem, tento obor poté studoval v letech 1928 až 1930 na státní odborné škole mlynářské v Břeclavi. Než 1. října 1930 nastoupil základní vojenskou službu byl zaměstnán u svého otce. Službu nastoupil u 11. pěšího pluku v Písku. Po roce byl povýšen a odvelen do Prahy.
Po odchodu do zálohy v březnu 1932 nastoupil jako účetní u firmy v Košticích nad Ohří. Od 1. července 1934 se vrátil na rodinný mlýn. Důvodem byla otcova nemoc. Mlýn vedl až do otcovy smrti. Po otcově smrti v září 1937 byl mlýn s pilou prodán v exekuční dražbě. Nastoupil jako dělník v elektrárně. Od 24. září do 22. října 1938 absolvoval mobilizaci. Poté pracoval jako mlynář v Roudnici nad Labem.
Po okupaci Čech a Moravy odjel na práci do Německa. Pracoval na stavbě dálnice a poté v Mnichově jako dělník v muniční továrně a posléze v mlýně. Od 15. dubna 1940 nastoupil jako závozník v Innsbrucku. 11. května 1940 se mu při cestě ke švýcarským hranicím podařilo tyto hranice překročit.

## V exilu
Za nedovolené překročení hranic byl krátce vězněn, ale na zásah čs. vicekonzula byl propuštěn a odcestoval do Francie. Tam nastoupil do československé zahraniční armády do 1. pěšího pluku. Účastnil se bojů o Francii. Po francouzské porážce byl evakuován do Anglie. Tam připlul 13. července 1940. V Anglii byl znovu zařazen k 1. pěšímu pluku v hodnosti desátníka.
K výcviku pro plnění zvláštních úkolů se přihlásil na jaře 1943. V období od 20. února do 30. září 1943 absolvoval tělovýchovný kurz, paravýcvik, výcvik u SIS, spojovací kurz a fotovýcvik a kurz pro práci s mikrofilmy a dále pak s celou skupinou Barium zúčastnil dvou konspiračních cvičení. 26. října 1943 celý desant odletěl do Itálie, kde čekali na vysazení.

## Nasazení
Společně s ostatními příslušníky desantu byl 4. dubna 1944 vysazen poblíž Vysoké nad Labem u Hradce Králové. Podařilo se jim oživit protiněmecký odboj v severovýchodních Čechách a vybudovat síť zpravodajských spolupracovníků. Zároveň připravovali podmínky pro vyvolání ozbrojeného povstání. Během zatýkání gestapa 6. října 1944 došlo k rozdělení skupiny. Býček se přesunul do prostoru mezi Semily a Železný Brod, kde se ukrýval. Na jaře 1945 se spojil se sovětskými výsadkáři z paravýsadku Chan, v jejichž řadách se podílel na bojích proti nacistům a dočkal se konce války.

## Po válce
Poté, co se 11. května 1945 ohlásil na MNO, 30. července byl vzat do vyšetřovací vazby, která trvala do 30. srpna, do objasnění osudu celého desantu. 1. listopadu odešel na vlastní žádost do zálohy a nastoupil na místo národního správce pily v Křemži.
12. března 1948 opustil Československo a přes Německo odjel do Anglie. V emigraci se nejdříve živil jako dělník a posléze jako kuchař v jídelních vozech u British Railways.
28. listopadu 1986 zemřel na infarkt v Londýně.

## Vyznamenání
- 1940 –  Československá medaile Za chrabrost před nepřítelem
- 1944 –  Pamětní medaile československé armády v zahraničí se štítky Francie a Velké Británie
- 1944 –  Československý válečný kříž 1939
- 1945 –  druhý Československý válečný kříž 1939
- 1946 –  druhá Československá medaile Za chrabrost před nepřítelem